# Great Northern
I Great Northern sono un gruppo statunitense fondato nel 2005 da Solon Bixler (voce e chitarra) ex membro dei Thirty Seconds to Mars, Rachel Stolte (voce e tastiere) e Davey Latter (batteria). Nel 2007 firmano un contratto con l'etichetta indipendente Eenie Meenie Records, da dove pubblicano il loro album di debutto Trading Twilight for Daylight.

## Storia del gruppo
I Great Northern cominciarono quando Solon Bixler contattò la sua amica Rachele Stolte che lui conosce da sette anni, con materiale su cui lui stava lavorando e le chiese se voleva cantare e suonare le tastiere per lui. Dopo avere composto canzoni per sei mesi su registratori multitraccia, finalmente andarono in studio. Dopo avere sperimentato varie formazioni, chiesero all'amico di lunga data, Davey Latter, che suonò assieme a Bixler con gli Earlimart, se voleva suonare la batteria per loro. Per il basso fu temporaneamente scelta Ashley Dzerigian, che Bixler e Stolte la incontrarono a una festa.
Dal 2003 al 2006 il gruppo si chiude in studio, dove registra l'EP Sleepy Eepee, che però fu pubblicato solo agli inizi del 2008.
L'album di debutto, Trading Twilight for Daylight, fu registrato al "Donner & Blitzen" studio in Arcadia, CA, insieme al produttore Mathias Schneeberger, già produttore dei Queens of the Stone Age. Avendo incontrato Schneeberger attraverso un amico in comune, i Great Northern crebbero velocemente. Il titolo dell'album fu concepito da Rachel Stolte che dichiarò che il crepuscolo è il periodo favorito del giorno, e che desidererebbe che duri di più.
Trading Twilight for Daylight, fu pubblicato negli Stati Uniti il 15 maggio 2007. Il gruppo pubblicò una Bonus Edition dell'album, contenente anche l'EP Sleepy Eepee, il 6 novembre 2007 in esclusiva per iTunes, e che risulterà l'album più scaricato nell'iTunes Store statunitense nel 2007. L'EP fu registrato originalmente prima di Trading Twilight For Daylight, ma fu pubblicato con il nuovo produttore Ryan Coscia. L'EP fu pubblicato in tutti i negozi di dischi il 19 febbraio 2008.
Il singolo "Home" fu usato per una pubblicità nel 2008 per la Nissan Murano, ed inoltre fu inserita nella colonna sonora del film 21 con Jim Sturgess.
La loro canzone Low Is a Height fu usata per una pubblicità dell'NBA. Loro registrarono la canzone Into the Sun in Simlish inserita nell'EP di The Sims 2: FreeTime.
L'album di debutto fu apprezzato dalla critica, e fu descritto come "musica che distrugge la terra tenue, che incontra il dolore, mentre i cantanti sembra che stessero rivisitando vecchie lettere d'amore spiegazzate". Nel 2008 Ashley Dzerigian lasciò il gruppo e fu sostituita da Michael Francis Regilio. Il gruppo ora include Marissa Micik sulle tastiere e Dusty Rocherolle, chi sostituì Davey all'inizio del 2009, sulla batteria.
Il loro secondo album, Remind Me Where the Light Is, è stato pubblicato il 28 aprile 2009. Lo sviluppo del secondo album ha richiesto due anni di tempo e molti cambi di formazione. La produzione è stata affidata a Michael Patterson, già produttore di Beck, Duran Duran e Ladytron, in collaborazione con Nic Jodoin. Nel giugno 2009 il bassista Matt Roveto entrò a far parte del gruppo come turnista per il tour britannico, che inizierà a luglio.

## Formazione

### Formazione attuale
- Solon Bixler - voce e chitarra
- Rachel Stolte - voce e tastiere
- Michael Francis Regilio - basso

### Ex componenti
- Ashley Dzerigian - basso
- Davey Latter - batteria

### Turnisti
- Marissa Micik - tastiere
- Dusty Rocherolle - batteria

## Discografia

### Album di studio
| Anno | Album | Posizione in classifica | Posizione in classifica |
| Anno | Album | Top Heatseekers         | Top Independent Albums  |
| ---- | --- | ----------------------- | ----------------------- |
| 2007 | Trading Twilight for Daylight - Studio album di debutto - Pubblicazione: 15 maggio 2007 - Produttore: Mathias Schneeberger      | —                       | —                       |
| 2009 | Remind Me Where the Light Is - Secondo studio album - Pubblicazione: 28 aprile 2009 - Produttore: Michael Patterson, Nic Jodoin | 18                      | 46                      |

### EP
| Anno | Titolo | Etichetta            |
| ---- | --- | -------------------- |
| 2008 | Sleepy Eepee - Pubblicazione: 19 febbraio 2008 - Produttore: Ryan Coscia - Formati: CD, download digitale | Eenie Meenie Records |